# Il teatro dei ragazzi
Il teatro dei ragazzi è stato un programma televisivo RAI trasmesso sul Programma Nazionale (Rai 1) nella fascia pomeridiana del martedì, a partire dal 14 gennaio 1958 e nell'arco dei successivi sei mesi.

## Fictionper ragazzi

Enrico Colosimo è stato uno dei registi del programma

La trasmissione era inserita nella fascia oraria generalmente occupata dalla tv dei ragazzi e consisteva in una serie di nove racconti per ragazzi appositamente sceneggiati. È stato quindi uno dei primi tentativi di coniugare la prosa tipica del teatro con la fiction televisiva in forma di teleromanzo da destinare ad un pubblico giovane.

## Soggetto, sceneggiatura e regia
Il soggetto e la sceneggiatura erano di Nicola Manzari mentre le regie erano firmate da registi diversi, fra cui Vittorio Brignole, uno dei primi registi televisivi a operare nell'allora nascente televisione di stato, ed Enrico Colosimo, noto regista d'opera.

## I racconti e ilcast
Il cast di questo programma contava su attori di provata esperienza teatrale, fra cui Umberto Melnati, Odoardo Spadaro, Giancarlo Cobelli e Cesare Polacco.
| Racconto                        | Data        | Regista             | Adattamento                       | Interpreti | Argomento |
| ------------------------------- | ----------- | ------------------- | --------------------------------- | --- | --- |
| Passo e stop                    | 14 gennaio  | Vittorio Brignole   | Nicola Manzari                    | Umberto Melnati | Sotto la lente è il rapporto fra un genitore all'antica, Marco, ed il figlio, Rirì, appassionato di fumetti. |
| La farsa dell'avvocato Pathelin | 28 gennaio  | Alda Grimaldi       | Guido Garda                       | Giancarlo Cobelli, Pina Renzi, Franco Coop, Tonino Micheluzzi, Piero Pompili                                              | Il soggetto è il racconto di un anonimo francese del XV secolo: narra di un truffatore che si crede furbo ma che si trova alle prese con qualcuno che alla fine si dimostra più astuto di lui.                     |
| L'orso a sonagli                | 11 febbraio | Vittorio Brignole   | Nicola Manzari                    | | Questo racconto volge al patetico narrando di un padre che per necessità familiari è costretto a vendere di nascosto i balocchi del figlio per raggranellare il denaro necessario al sostentamento della famiglia. |
| Il ritorno di Lilly             | 25 febbraio | Vittorio Brignole   | Bruno Corbucci, Giovanni Grimaldi | Punny Semeraro, Tina Perna, Gino Mangini, Adriana Innocenti                                                               | È l'avventura tinta di poliziesco di Lilly, giovane detective londinese coadiuvata dal fido amico Donovan. |
| Cintura nera                    | 11 marzo    | Vittorio Brignole   | Nicola Manzari                    | Umberto Melnati | Ritornano Marco e Rirì, padre e figlio a confronto sul tema del coraggio. A partire dall'interpretazione dello sport del judo.                                                                                     |
| L'uomo che leggeva nel futuro   | 10 maggio   | Enrico Colosimo     | Edoardo Anton                     | Vittoria Crispo, Betty Foà, Renato Gilardetti, Roberto Ferreri, Patrizia Barli, Pierangelo Bosia                          | È la storia di Piero, bambino ingenuo che scambia il vicino truffaldino per un mago. |
| Il mago Girafavola              | 17 maggio   | Alessandro Brissoni | Alessandro Brissoni               | Odoardo Spadaro, Claudia Tempestini, Annabella Cerliani, Ottavio Fanfani, Giorgio Pavan, Cesare Polacco, Silvano Piccardi | Protagonista della storia è il beniamino dei bambini, il mago Girafavola, da cui nascono tutte le fiabe del mondo.                                                                                                 |
| Operazione Ypsilonne            | 24 maggio   | Vittorio Brignole   | Cuoco e Isidori                   | | |
| I furbi                         | 7 giugno    | Angelo D'Alessandro |                                   | | La storia posta a chiusura del ciclo comprende due distinte avventure, una di spionaggio ed una ambientata nel mondo della scuola.                                                                                 |